# كازانيكرا (فلم)
كازانيكرا هو فيلم دراما مغربي صدر سنة 2008، من كتابة وإخراج نور الدين الخماري، وبطولة كل من أنس الباز، وعمر لطفي، ومحمد بنبراهيم، وغيثة التازي، وإدريس الروخ. يرصد الفيلم الجوانب المظلمة لمدينة الدار البيضاء من خلال قصة صديقين يجوبان شوارع هذه المدينة المثقلة بالبؤس.
الفيلم هو الجزء الأول من ثلاثية الدار البيضاء لنور الدين الخماري، وقد تم اختيره لتمثيل المغرب في مسابقة أوسكار 2010 لأفضل فيلم أجنبي. وأفاد بلاغ للمركز السينمائي المغربي أن لجنة انتقاء الفيلم الذي سيمثل المغرب في مسابقة الأوسكار، اجتمعت بمقر المركز واختارت بالإجماع فيلم كازانيكرامن ضمن عشرة أفلام خرجت إلى القاعات بين أكتوبر 2008 وسبتمبر 2009.

## القصة
كريم وعادل، هما شابان تجمع بينهما الصداقة والجوار في مدينة الدار البيضاء، في نفس الحي ونفس المدينة السوداء، الأول عاطل عن العمل ويحاول كسب قوت يومه من خلال توظيف عدد من الأطفال في بيع السجائر، ورغم حالة الفقر التي يعيشها إلا أنه يتمتع باستقرار عائلي، في حين أن الثاني يحلم بالحصول على المال لشراء بطاقة سفر يهاجر بها إلى الخارج، بعيدا عن زوج أمه السكير، وأثناء بحثهما الدائم عن فرصة للعيش أفضل خارج سواد هذه المدينة، يلتقي الصديقان بزريرق، مجرم يدير عوالم من الجريمة الخفية للمدينة، يقوم بإقراض الناس الأموال بفوائد كبيرة، ويقضي أيامه بين مطاردة المتخلفين عن سداد ديونهم وبين التردد على بار وسط المدينة يجمع كل حثالة المجتمع، يكلف زريرق الصديقين بمهمة حساسة، حيث يبعث معهم حقنة منشط لإعطائها لأحد الأحصنة المشاركة في سباق خيول المراهنة، فيراهن زريرق على الحصان، وبالتالي يفوز، لكن الأمور لا تسير كما يجب، عندما يصاب الحصان بحالة من الهيجان ويخرج عن سيطرة كريم وعادل وتبدأ بعدها مطاردة دامية في شوارع المدينة، وبعد ليلة طويلة يتمكن الصديقان بالكاد الخروج منها سالمين، يعودان إلى حياتهما الطبيعية، ويدركان أن الخروج من سواد الدار البيضاء يحتاج تضحيات أكبر.

## طاقم التمثيل
- أنس الباز بدور كريم
- عمر لطفي بدور عادل
- محمد بنبراهيم بدور زريرق
- غيثة التازي بدور نبيلة
- إدريس الروخ بدور إبراهيم
- فتيحة واتيلي بدور والدة عادل
- حسن الصقلي بدور الحاج عبد القادر
- فاطمة هراندي بدور البيضاوية
- زكرياء عاطفي بدور سائق التاكسي
- محمد بوغابة بدور والد كريم
- هيثم الإدريسي بدور هيثم
- مصطفى الحمصاني بدور صاحب المطعم
- بديعة الصنهاجي بدور صديقة نبيلة

## نجاح الفيلم
ساهمت التقنية العالية التي استخدمت في التصوير والإخراج في نجاح الفيلم، وجعلت الجمهور المغربي يفضل متابعة أحداثه في قاعات السينما بدل نسخ القرصنة، حيث اكتسب نور الدين لخماري خبرة واسعة سواء في الإخراج أو في إدارة الممثلين بعد مسيرة بدأت بالأفلام القصيرة وانتقلت إلى سلسلة بوليسية كانت سابقة في التلفزيون المغربي، لتصل بعد فيلمه الأول نظرة إلى كازانيكرا.

## وصلات خارجية
- مقالات تستعمل روابط فنية بلا صلة مع ويكي بيانات